# Mastigoniscus platovatus
Mastigoniscus platovatus är en kräftdjursart som beskrevs av Mungo Park 2000. Mastigoniscus platovatus ingår i släktet Mastigoniscus och familjen Haploniscidae. Inga underarter finns listade i Catalogue of Life.